# Sallen
Sallen ist eine französische Gemeinde im Département Calvados in der Region Normandie (vor 2016 Basse-Normandie) mit 320 Einwohnern (Stand 1. Januar 2022). Sie gehört zum Arrondissement Bayeux und zum Kanton Trévières. 

## Geografie
Sallen liegt etwa 33 Kilometer südsüdwestlich von Bayeux. Umgeben wird Sallen von den Nachbargemeinden Cormolain im Nordwesten und Norden, Planquery im Norden und Nordosten, Foulognes im Nordosten und Osten, Caumont-sur-Aure im Osten und Süden, Saint-Jean-d’Elle im Südwesten sowie Montrabot im Südwesten und Westen.

## Bevölkerungsentwicklung
| 1962                       | 1968 | 1975 | 1982 | 1990 | 1999 | 2006 | 2019 |
| -------------------------- | ---- | ---- | ---- | ---- | ---- | ---- | ---- |
| 356                        | 338  | 278  | 252  | 240  | 234  | 275  | 311  |
| Quellen: Cassini und INSEE |      |      |      |      |      |      |      |

## Sehenswürdigkeiten
- Kirche Saint-Matthieu, 1794 wieder errichtet, Monument historique

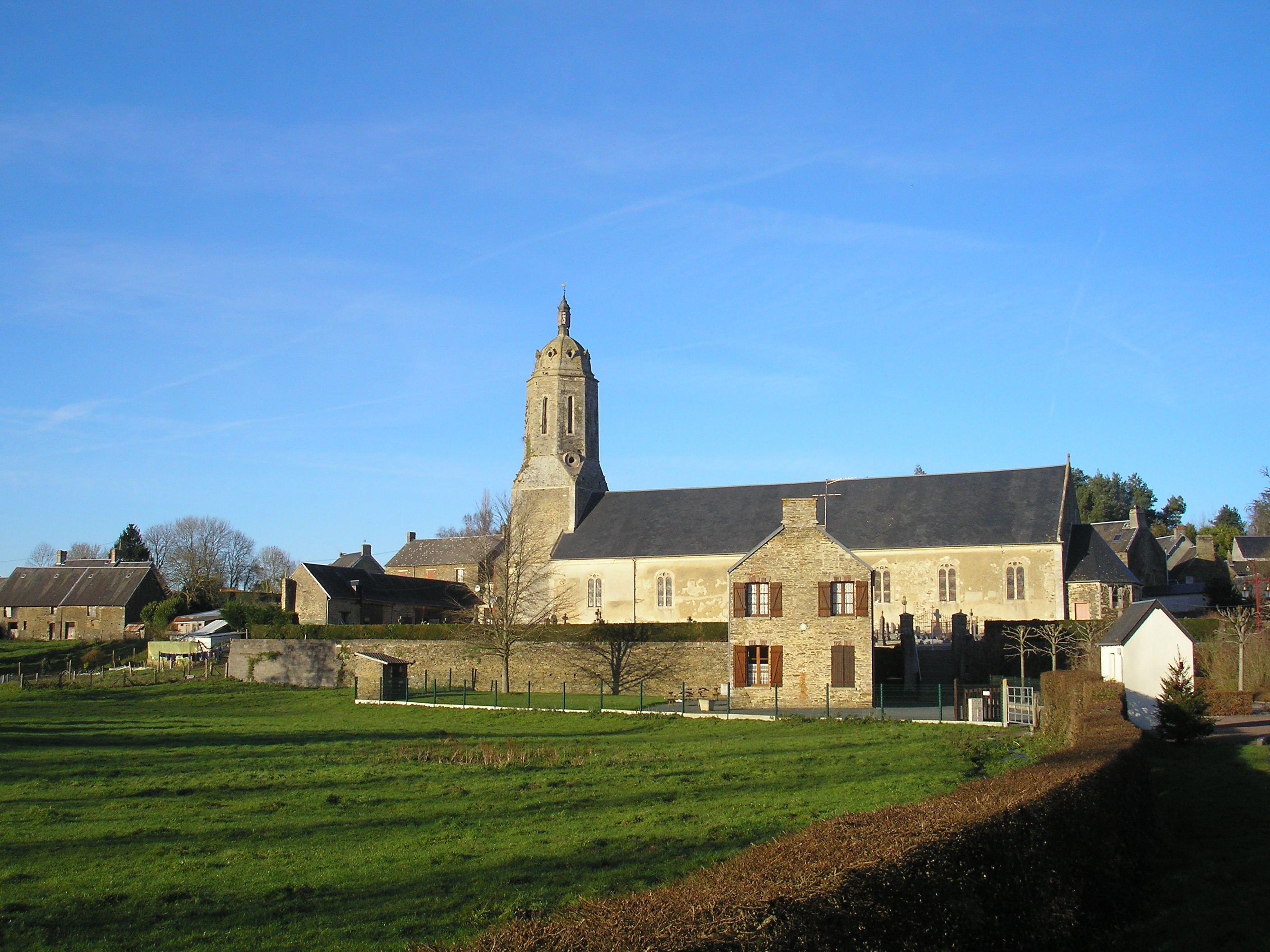
Kirche Saint-Matthieu